# Tephrosia simulans
Tephrosia simulans är en ärtväxtart som beskrevs av C.E.Wood. Tephrosia simulans ingår i släktet Tephrosia och familjen ärtväxter. Inga underarter finns listade i Catalogue of Life.